# Callyspongia aculeata
Callyspongia aculeata é uma espécie de demospôngia da família dos calispongiídeos (Callyspongiidae).

## Descrição
Callyspongia aculeata apresenta ampla variedade de formas de crescimento, colorações e estruturas superficiais. Os indivíduos podem formar tubos cilíndricos ou em forma de funil, com altura variando de 5 a 90 centímetros e diâmetro entre 1 e 10 centímetros, e paredes com espessura de 2 a 5 milímetros. A coloração predominante é o cinza, geralmente com reflexos dourados, rosados ou esverdeados, mas também há registros de morfotipos vermelhos, alaranjados, lilases, verdes e marrons. Os tipos vermelhos e alaranjados tendem a apresentar cristas convolutas e paredes tubulares mais espessas que o tipo cinza. A superfície externa pode ser lisa ou conulosa, com cônulos espinhosos de 1 a 10 milímetros de altura, espaçados entre 0,3 e 1 centímetro. Os tubos, que podem atingir até 50 centímetros de altura em alguns registros, são compressíveis e elásticos, e podem se unir por anastomose, formando estruturas ocas em formato de leque.
Os ósculos estão espalhados nas paredes internas do tubo, medindo entre 3 e 6 milímetros de diâmetro, e as aberturas dos tubos menores apresentam aparência coroada. O esqueleto é composto por espículas óxeas, às vezes ligeiramente curvas, com comprimento entre 80 e 160 µm e largura entre 1 e 11 µm. A estrutura ectossômica consiste em uma reticulação tangencial de fibras esponjosas, distinguindo-se fibras primárias (25-50 µm) e secundárias (20-25 µm), com núcleos formados por 1 a 10 espículas. Já o esqueleto coanossomal é formado por fascículos fibrosos com diâmetro entre 130 e 800 µm, que se ramificam em uma reticulação complementar onde células primárias, secundárias e terciárias podem ser diferenciadas.

## Distribuição e habitat
Callyspongia aculeata é encontrada no Oceano Pacífico (Galápagos e Filipinas) e no Oceano Atlântico, no sul dos Estados Unidos, na Flórida, no mar do Caribe (Baamas, Bermudas, Belize e Trindade e Tobago) e no litoral do Brasil, com registros nos estados da Bahia (arquipélago de Abrolhos), Ceará (Fortaleza), Maranhão (Turiaçu), Pará (foz do Amazonas), Pernambuco (Recife) e Rio Grande do Norte (arquipélago do Atol das Rocas e Bacia Potiguar). Habita águas rasas e de média profundidade, entre dois e 70 metros, sendo encontrada em recifes de coral, paredes rochosas e outras superfícies sólidas, em temperaturas que variam de 20 a 25 °C. Também pode ocorrer em manguezais. Normalmente, os indivíduos de Callyspongia aculeata estão cobertos por zoantídeos com aparência de anêmonas (Parazoanthus sp.) e por ofiuroides conhecidos como estrelas-serpente (Ophiothrix lineata), com os quais mantém relação mutualística. Em Belize, foi registrado numa caverna submarina nas proximidades de Columbus Cay.

## Ecologia
Callyspongia aculeata é um animal aquático, bentônico e sésseis, que adquire alimento de forma heterotrófica por meio da alimentação por suspensão, filtrando plâncton e outros microrganismos pequenos o suficiente para serem capturados pelas correntes de água que atravessam sua estrutura corporal. Sua biomassa supera a de algas e corais em diversas regiões do Caribe, o que a torna um dos componentes mais dominantes da comunidade de esponjas, apesar de ser uma espécie solitária. Além de servirem de alimento para alguns peixes, como Pomacanthus arcuatus, tartarugas e invertebrados, como Oreaster reticulatus, os adultos também oferecem abrigo para diversas outras espécies. Como outros membros da classe das demospôngias, são hermafroditas, com ciclo de vida que inclui a formação de um zigoto, o desenvolvimento numa larva parenquimatosa de natação livre e a posterior fixação no substrato, onde ocorre a metamorfose para formar a esponja jovem.

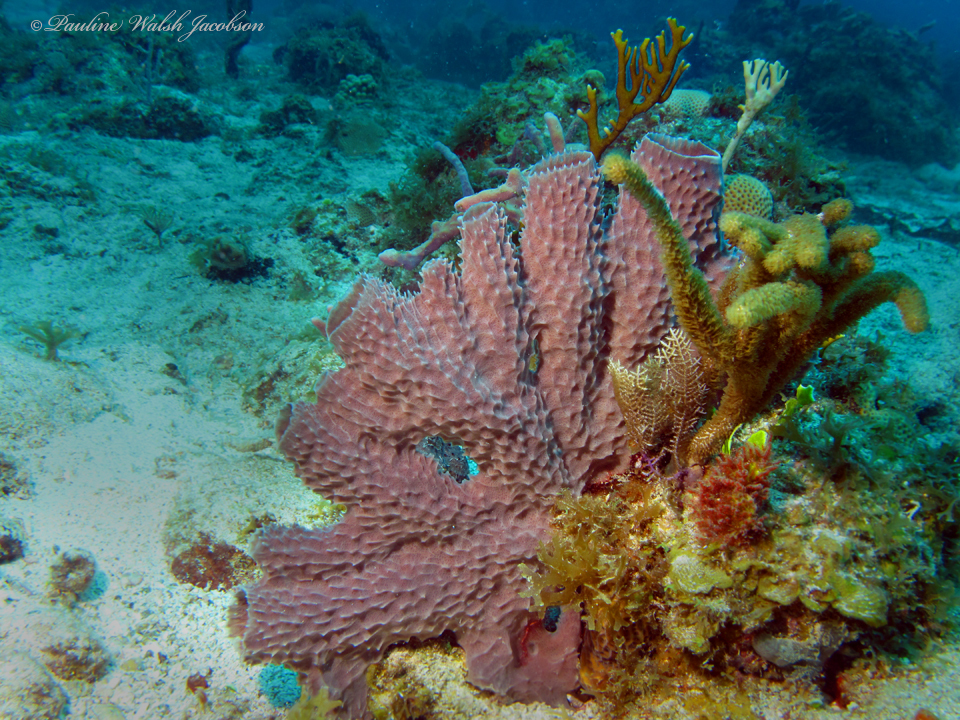
Indivíduo avistado nas ilhas Virgens Americanas em 2012

A baixa capacidade de dispersão da espécie está relacionada ao seu modo reprodutivo. C. aculeata libera espermatozoides na água, que fertilizam os óvulos internamente. O desenvolvimento embrionário resulta em larvas parenquimatosas coloridas, já em estágio avançado de desenvolvimento e capazes de se fixar em poucos minutos após a liberação. A emissão das larvas ocorre predominantemente durante o dia, entre 9h e 17h, em quantidades e intervalos variados, com média de cerca de 50 larvas por dia por indivíduo. Quando prontas para deixar o organismo materno, as larvas emergem por ostíolos e ósculos secundários, aberturas estreitas na parede corporal da esponja. Esse processo é controlado tanto pela mãe quanto pelas próprias larvas.
A liberação diurna favorece o deslocamento das larvas para áreas sombreadas, aumentando suas chances de sobrevivência, já que a exposição direta à luz ultravioleta por mais de dois a três dias é letal. Apesar de suas cores vibrantes, as larvas apresentam baixa taxa de mortalidade devido à presença de defesas químicas que as tornam desagradáveis à maioria dos peixes de recife do Caribe. A coloração chamativa pode funcionar como um sinal de advertência. Os adultos também possuem defesas físicas e químicas que reduzem a predação por estrelas-do-mar, peixes de recife e tartarugas marinhas.

## Conservação

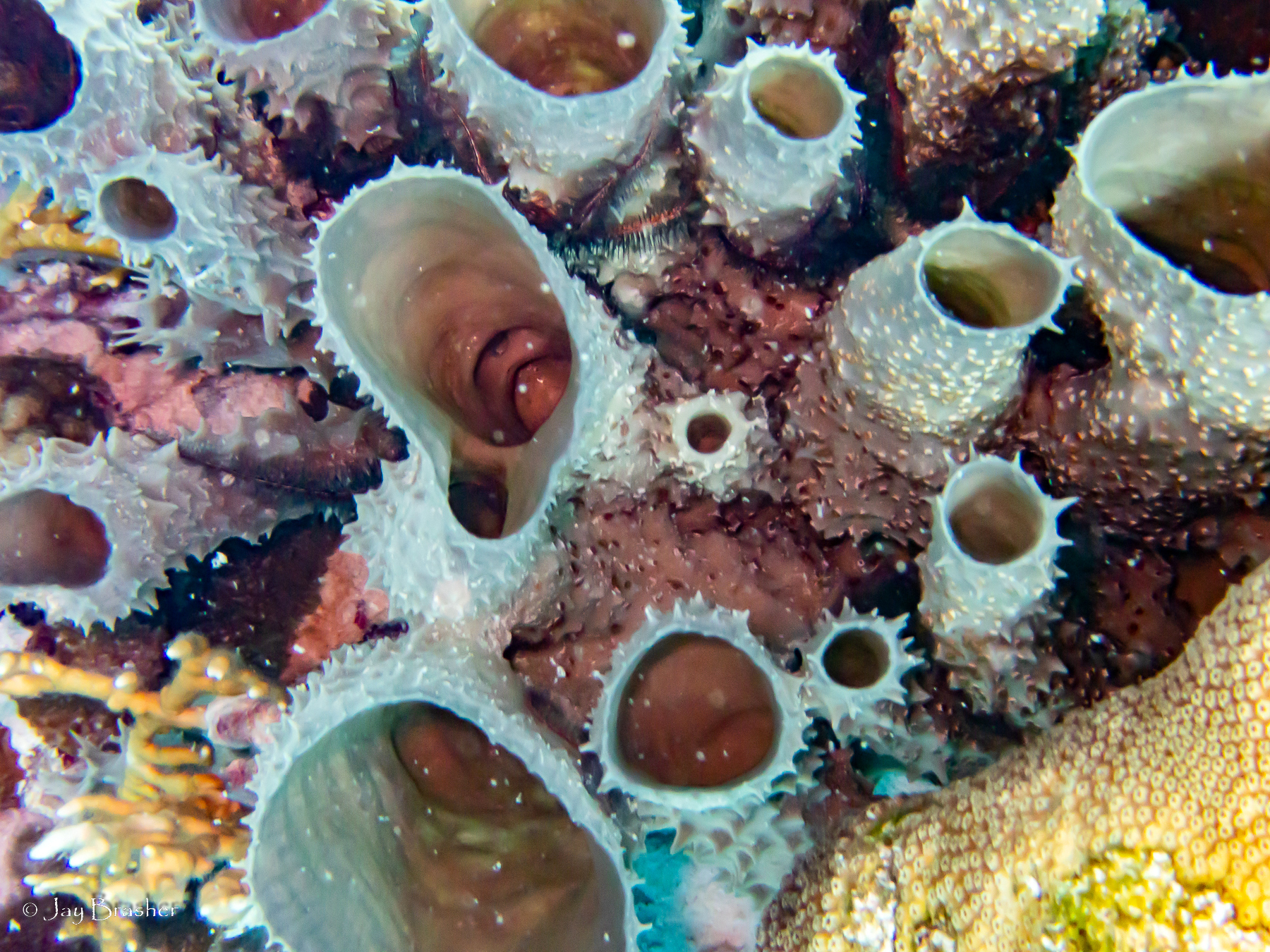
Indivíduos avistados em Bonaire

Callyspongia aculeata não é considerada uma espécie ameaçada de extinção, pois ainda não foi avaliada para a Lista Vermelha da União Internacional para a Conservação da Natureza (UICN). Essa esponja desempenha um papel ecológico importante na transferência de energia entre os ambientes bentônico e pelágico nos recifes de coral do Caribe e em recifes de coral de forma geral. Sua contribuição à produtividade da coluna d’água é significativa, devido ao seu eficiente mecanismo de alimentação, que reduz de maneira expressiva a concentração e a diversidade de partículas em suspensão. A espécie não é alvo de caça, captura ou comércio como animal de estimação. No entanto, pode ser utilizada em aquários de água salgada para auxiliar na filtragem de partículas suspensas na água, desempenhando um papel funcional semelhante ao que exerce em seu habitat natural.
No Brasil, em 2018, Callyspongia aculeata (mencionada como Callyspongia (Cladochalina) vaginalis) foi classificada como pouco preocupante (LC) no Livro Vermelho da Fauna Brasileira Ameaçada de Extinção do Instituto Chico Mendes de Conservação da Biodiversidade (ICMBio). Não são conhecidas ameaças que indiquem risco de extinção em um futuro próximo. Em sua área de distribuição está presente em algumas áreas de conservação: o Parque Nacional Marinho dos Abrolhos (PARNA Marinho dos Abrolhos), a Reserva Biológica Atol das Rocas (Rebio Atol das Rocas), a Área de Proteção Ambiental Baía de Todos os Santos (APA Baía de Todos os Santos) e o Parque Estadual Marinho da Pedra da Risca do Meio (PE Marinho da Pedra da Risca do Meio).